# 王辉耀
王辉耀（1958年7月2日—），男，浙江杭州人，中国经济学家，国务院参事，西南财经大学发展研究院教授和院长，中国非政府智库全球化智库（CCG）创始人、理事长，人力资源和社会保障部中国人才研究会副会长，商务部中国国际经济合作学会副会长。九三学社社员、中央委员。
广东外语外贸大学77级本科毕业，在北京国家经贸部工作，后在加拿大温莎大学、西安大略大学和英国曼彻斯特大学留学，获工商管理硕士学位（MBA）和国际管理博士学位（PhD）。
曾经担任哈佛大学肯尼迪政府学院高级研究员，布鲁金斯学会客座研究员，北京大学、清华大学、中国政法大学，加拿大西安大略大学等多家大学兼职教授。
2018年，美国联邦参议员马可·鲁比奥声称王辉耀与统一战线工作部有关，并引发了随后关于政府对智库影响力的讨论。但王辉耀持续受到美国和欧洲主流智库欢迎，例如威尔逊中心、哈德逊研究所。

## 生平
王辉耀博士，籍贯浙江杭州，成长于四川成都。1976年高中毕业曾在四川金堂县龙王公社插队一年半。1977年恢复高考成为广州外国语学院77级大学生。1982年初，王辉耀毕业后在国家外经贸部国际经济合作司任职干部。
1984年赴加拿大温莎大学留学攻读工商管理研究生（MBA）并获得学位。1985年回国担任国家外经贸部国际经济合作司官员。
1986年在加拿大西安大略大学攻读工商管理博士研究生，并获得学位。1988年在全球最大工程咨询与管理公司之一SNC兰万灵公司工作，担任亚洲区董事总经理。同时，他在加拿大商界工作多年，包括1990年到香港工作，担任魁北克省政府香港和大中华区办事处首席贸易代表。1993年回国创办企业，后担任国际最大项目管理公司之一AMEC-Agra国际公司中国区总裁。
1997年至2003年担任中国侨联华商会副会长和北京市华商会创始会长。
2000年至2003年任北京大学光华管理学院任兼职副教授，开设国际商务管理课程。2003年12月，欧美同学会第五届理事会第一次会议在北京召开，他担任副会长。
2003至2006年在加拿大西安大略大学毅伟商学院香港亚洲学院担任EMBA教授，教授国际商务管理课程。
2006至2009年在英国曼切斯特大学获得国际管理博士（PhD）学位。
2006年至2017年担任北京市政协第十届、十一届和十二届工作顾问，期间担任十一届北京朝阳区政协委员。2008至今担任九三学社第十二届、第十三届和第十四届中央委员，九三中央经济委员会副主任。
2008年至今担任全球化智库（CCG）理事长。2014年2月21日，欧美同学会·中国留学人员联谊会第七届理事会第一次会议召开，选举其出任第七届理事会副会长。
2010年担任过美国布鲁金斯学会访问研究员。
2011-2013年担任哈佛大学肯尼迪政府学院高级研究员。
王辉耀在中国担任多项政策顾问，2015年2月被李克强总理聘任为国务院参事。
2015年9月被聘任为西南财经大学发展研究院院长。
2016年1月被聘为商务部经贸政策咨询委员会专家。
2017年11月份担任北京市民间组织国际交流协会副会长。
曾担任联合国国际移民组织（IOM）顾问，国际猎头协会国际顾问委员会委员，加拿大亚太基金会高级研究员，德国IZA研究所研究员，还担任了法国总统马克龙发起的巴黎和平论坛指导委员会委员，国际大都会（International Metropolis）的国际执委会委员，耶鲁大学亚洲发展理事会成员，杜克昆山大学顾问委员会顾问，加拿大毅伟（Ivey）商学院亚洲顾问理事会成员等职务。

## 社会兼职
王辉耀在许多政府机构和社会团体担任职务。
- 九三学社中央委员会委员[31][32][33][34][35][36]，九三中央经济委员会副主任
- 中国华侨历史学会副会长
- 中国侨联特聘专家委员会副主任
- 国务院侨办专家咨询委员会专家委员
- 北京市政协委员[37]
- 欧美同学会副会长
- 全球化智库创始人兼理事长[38]
- 中国国际人才专业委员会会长[39]。
- 联合国国际移民组织（IOM）顾问[40]
- 国际劳工组织（ILO）、世界经济论坛[41]和世界银行的咨询专家[42]
- 国际大都会（International Metropolis）国际执委会委员[43]
- 国际猎头协会国际顾问委员会委员
- 耶鲁大学亚洲发展理事会成员[44]
- 加拿大毅伟（Ivey）商学院亚洲董事会成员[45]
- 耶鲁大学亚洲发展理事会成员
- 杜克—昆山大学顾问委员会成员[46]
- 德国IZA研究所政策研究员
- 加拿大亚太基金会高级研究员
- 法国总统埃马纽埃尔·马克龙发起的巴黎和平论坛指导委员会成员[47][48]
- 《纽约时报》[49][50]《金融時報》[51]《南华早报》[52]《环球时报》等多家媒体的经常撰稿人和专栏作家[53]
- 美国布鲁金斯学会客座研究员
- 哈佛大学肯尼迪政府学院高级研究员
- 联合国国际移民组织（IOM）顾问[54]
- 西南财经大学中国发展研究院院长[55]
- 世界银行中国城市人才流动研究专家
- CCG成为商务部经贸政策咨询委员会专家工作组成员[56]
- 北京市民间组织国际交流协会副会长
- 中國人民外交學會理事
- 王辉耀经常参加有关中国与全球化、全球治理、国际贸易与投资、全球移民与人才、智库发展等全球性问题的讨论和辩论，如慕尼黑安全会议、[57]蒙克辩论会、[58]巴黎和平论坛、[59]雅典民主论坛等。[60]王辉耀是中外学术交流“第二轨道”外交的倡导者，[61]加入并举行了中美智库和研究机构之间的多次对话，包括CSIS、[62]哈德逊研究所、[63]和布鲁金斯学会。[64]他还接受了《纽约时报》、[65]美国有线电视新闻网、[66]和英国广播公司新闻[67]对贸易和全球化问题以及中国政策的采访。
- 王辉耀还担任过中国海外友好协会的理事，该协会是中共中央统战部第九局的外部名称。[68][69]根据CCG的一份声明，王还是统战部管辖的西部归国学者协会的副主席。[4]2018年，王与统战部的关系引起了参议员马可·鲁比奥的注意，并引发了随后与智库关于政府影响力的讨论。[5][6][7][14]王辉耀仍然是美国智库的客人，包括战略与国际研究中心、[70]哈德逊研究所[71]和伍德罗·威尔逊中心[72]，鲁比奥在2018年对其提出质疑[13]。

## 奖项和荣誉
2018年9月，获得第三届北京市华侨华人“京华奖”。
2018年9月，王辉耀博士在第十次全国归侨侨眷代表大会上荣获全国归侨侨眷先进个人。
2018年12月，入选“中国改革开放海归40年40人”榜单。
2018年12月，入选中国青年网理论频道特别推出“致敬改革开放四十周年·中国智库建设40人”推介名单。
2019年12月18日，王辉耀入选“中国海归70年70人”榜单。
荣获由中国社会科学院中国社会科学评价研究院2018年中国智库咨政建言“国策奖”；荣获中国管理科学学会2016-2017年度十大中国管理价值年度人物
2019年被品牌中国评为“中国品牌70年70人”，在中国留交会上被评为“中国海归70年70人
2018年被《中国新闻周刊》评为影响中国年度人物；被中国青年网评为“中国智库建设40人、“2016 - 2017年度十大中国管理价值年度人物”等奖项。

## 著作
在中國的全球化、政府治理、國際關係和海歸創新創業等領域有廣泛的研究，出版中英文著作近百部。
- Globalizing China (2012)[73]
- China Goes Global (2016)[74]
- The Handbook on China and Globalization (2019)
- The Globalization of Chinese Enterprises (2020)
- Consensus or Conflict? China and Globalization in the 21st Century (2021)[75]

## 活动
王辉耀积极倡导“第二轨道”外交，以增加中外学术和商业交流，并参加和举行了中美智库和研究机构之间的多次对话。
王辉耀曾接受过全球媒体的采访，如GZERO media、半岛电视台、彭博社和华尔街日报，就贸易和经济问题以及中国政策发表评论。
据《经济学人》报道，2020年，王辉耀和CCG为在中国的外国人“推广了永久居留权计划”，这导致他被一些人“在网上诽谤为叛徒”。